# Decennaliebasen

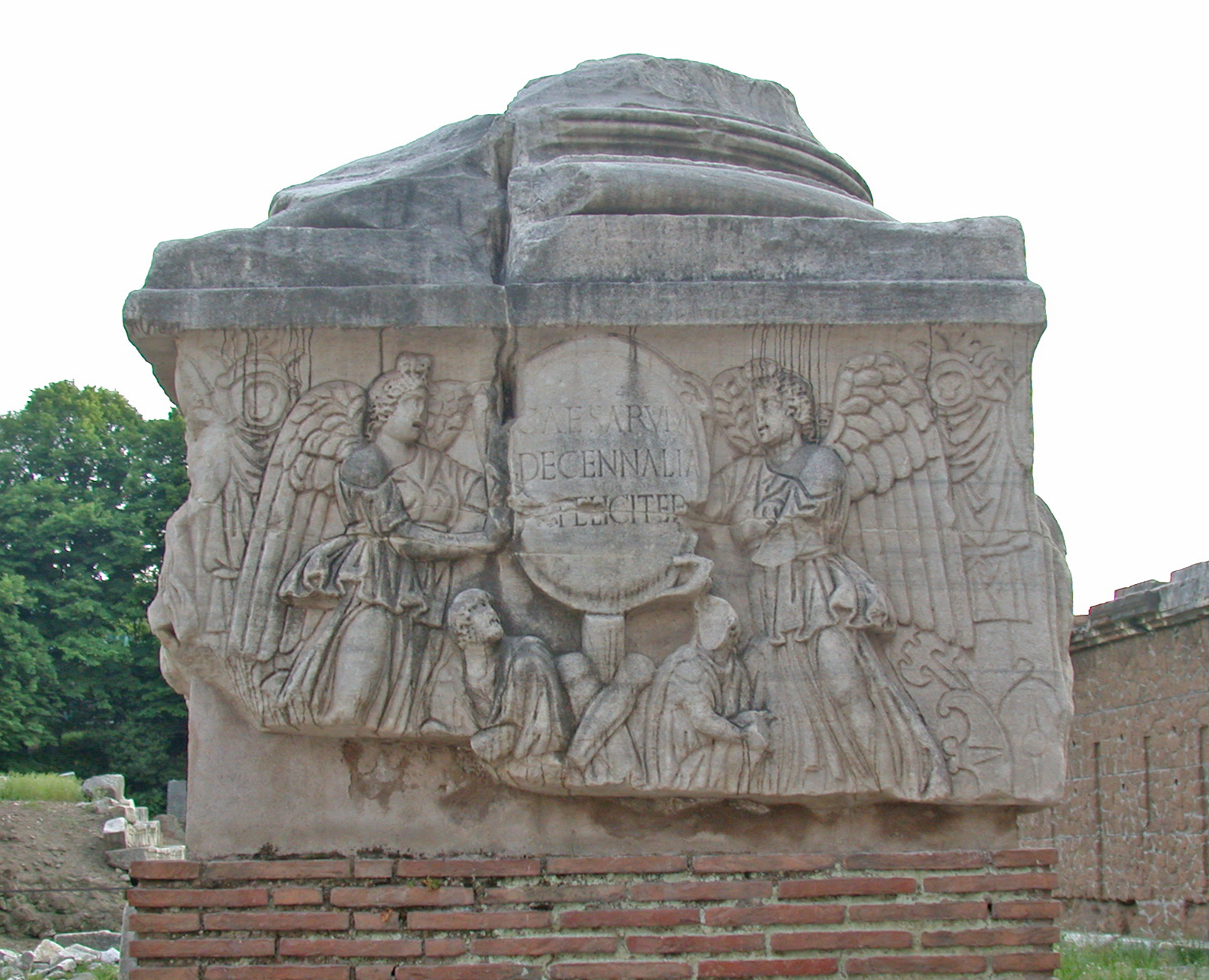
Decennaliebasen.

Decennaliebasen är en kolonnbas i närheten av Rostra på Forum Romanum i Rom. 
Decennaliebasen uppfördes år 313 för att celebrera tioårsminnet av tetrarkernas makttillträde (Diocletianus och hans tre medkejsare) år 303. Basen är uppställd på vad som förmodligen var podiet till en ryttarstaty. På en av basens fyra reliefer ses bland annat två bevingade segergudinnor hållande en vapensköld. En av de andra relieferna har en framställning av suovetaurilia. 